# Portrait de Charles IV, roi d'Espagne
Le Portrait de Charles IV, roi d'Espagne, est une peinture à l'huile sur toile de Francisco de Goya, datant de la fin du XVIIIe siècle, et conservée au Musée national de Capodimonte, à Naples.

## Histoire et description
L'œuvre a été effectuée afin de représenter le roi Charles IV d'Espagne: elle est accompagnée par un tableau de sa femme; les deux portraits sont arrivés à Naples, à la demande de la fille du souverain, Marie-Isabelle d'Espagne, et conservés à l'intérieur de la galerie privée du palais royal de Capodimonte, où ils sont toujours exposés. La toile de Goya peut être rapprochée de nombre de ses œuvres représentant la famille royale, exposées en grande partie au Musée du Prado de Madrid.
Le peintre essaie de représenter un personnage physiquement ressemblant : le résultat, cependant, est ici sans concession. Comme pour le portrait de sa femme, le jugement est sévère. Le roi est représenté avec des yeux inexpressifs et un sourire faux, symboles d'une dynastie désormais en décadence: il porte des habits de chasseur, ornés avec la ceinture de l'Ordre de Charles III et de San Gennaro, laissant voir son physique gras et apathique. Il tient son fusil posé. Au premier plan, le chien de chasse, et, au fond, juste un arbre et un paysage vallonné.